# Abu-Saïd (timúrida)
Abu-Saïd ibn Muhàmmad ibn Miran-xah ibn Timur (àrab: أبو سعيد بن محمد بن ميران شاه بن تيمور, Abū Saʿīd b. Muḥammad ibn Mīrān-Xāh b. Tīmūr) (1424-1469) fou un soldà timúrida, fill d'un Sultan Muhammad Mirza que seria al seu torn fill de Mihran Shah.

## Segona Guerra de Successió Timúrida
El 1449, aprofitant la situació desesperada d'Ulugh Beg, a la cort del qual vivia, va intentar establir-se a Transoxiana. Va assetjar Samarcanda i fou rebutjat; després, fou fet presoner per Ulugh Beg, però en ser alliberat va intentar una revolta a Bukharà el maig de 1450, que també va fracassar, però poc després es va apoderar de Yasi (Turkestan), on es va poder mantenir tot i que fou atacat per les forces d'Abd Allah ibn Ibrahim Sultan ibn Shahrukh. El juny del 1451 el va expulsar de Samarcanda amb ajut del kan uzbek Abu l-Khayr. En aquest temps ja va començar a afavorir els turcs arghun que li havien donat suport des del començament i van obtenir els millors càrrecs.
A la primavera de 1454 va reunir les seves forces per una ofensiva. Va travessar el riu Oxus i va entrar a Balkh. El Gran Khorasan estava aleshores dominat per Abu l-Kasim Babur, que va passar al contraatac, va envair la Transoxiana i va assetjar Samarcanda. La defensa de la ciutat va estar en mans del famós xeic nakhsbandita Ubayd Allah Ahrar. Finalment es va ajustar la pau per la qual l'Oxus quedava com a frontera. Les relacions en endavant foren bones. El 1454 es va sollevar a Otrar el timúrida Uways ben Muhammad ben Baykara amb el suport d'Abu l-Khayr, kan dels uzbeks (xibànides) i va infligir a Abu Said una seriosa derrota. Per la frontera nord el perill venia dels mongols d'Esen Bugha que ja l'havia atac dues vegades. El 1456 Abu Said va donar el seu suport a Yunus, germà d'Esen Bugha, que va poder establir el seu poder al Moghulistan occidental; però Yunus no va poder consolidar aquest domini i tot i l'ajuda d'Abu Said, en fou finalment expulsat (1464).
El mars de 1457 va morir Babur Mirza i el va succeir el seu fill Shah Mahmud, enderrocat a les 9 setmanes per Ibrahim ibn Ala al-Dawla ben Baysonghor que esperava un acord amb Abu Said ibn Muḥammad ibn Miranshah ibn Timur, de la dinastia timúrida de Transoxiana, però aquest va voler aprofitar per conquerir Herat i li va enviar un missatge: "Quan arribi a Herat es farà el que sigui més convenient"; les seves forces van envair immediatament el Khorasan i va ocupar Balkh entrant a Herat el 19 de juliol de 1457; la ciutadella fou assetjada durant uns dos mesos l'estiu del 1457; Ibrahim es va retirar a la regió de Bakharz i Khwaf; Abu Said va intentar prendre la ciutadella però va fracassar i es va retirar d'Herat el 30 d'agost de 1457, passant l'hivern a Balkh temps en què es va dominar Kabul. Ibrahim mentre va tornar a Herat.
Però llavors Ibrahim fou atacat per Djahanshah ibn Kara Yusuf dels kara koyunlu que esperava aprofitar aquesta lluita per rengrandir el seu territori; primer es va dirigir a Gorgan (Astarabad), d'on va expulsar al governador, Mahmud ibn Babur Mirza; Ibrahim acudia a la zona i a la vora d'aquesta ciutat va ser derrotat per Djahanshah (13 de desembre de 1457) i va haver de retornar a Herat però ja cada fortalesa només obeïa al seu sardar. Ibrahim va haver de buscar l'aliança d'Abu Said (hivern del 1457 al 1458) amb qui va ajustar un acord pel qual seria el seu vassall a Herat. Llavors el pare d'Ibrahim, Ala al-Dawla, va venir des de territori uzbek on es trobava, per ajudar el seu fill (22 d'abril de 1458); Ibrahim no va estar content amb l'arribada del seu pare però formalment li va agrair. Ala al-Dawla va dictar un impost sobre els esclaus i algun altre però abans de poder recaptar prou diners per aixecar un exèrcit es va presentar l'exèrcit dels turcmans, superior a les reduïdes de què disposaven, i ambdós van acabar fugint d'Herat refugiant-se Ala al-Dawla a Ghur-i Pain i Ibrahim a Ghur-i Bala. Djahan Shah va entrar a Herat el 28 de juny de 1458, va fer la khutba en nom seu i va encunyar moneda; el 27 d'octubre va arribar des de Fars el seu fill Pir Budak. Djahan Shah va conservar Herat uns mesos però el novembre de 1458, degut a dificultats d'abastiment i a les notícies que el seu fill Husayn Ali havia escapat de la presó a Tabriz i havia aixecat un exèrcit, es va veure en situació difícil doncs Abu Said ibn Muḥammad ibn Miranshah ibn Timur avançava cap a la ciutat. Va negociar amb ell, i Abu said va demanar la restitució de tots els territoris excepte aquells originalment concedits a Djahanshah per Xah-Rukh, però finalment va acceptar que només havia de restituir Khorasan.

## Accés al poder
Es va signar un tractat (principis de desembre de 1458) i Djahanshah ibn Kara Yusuf va marxar pocs dies després i Abu Said va entrar a Herat sense oposició el 22 de desembre de 1458; Abu Said aconseguia dominar el Gran Khorasan. En aquest moment el domini d'Abu Said s'estenia per Transoxiana, part de Turquestan oriental fins a Kashghar, l'estepa de Qiptxaq (Dasht-i Qiptxaq), Kabulistan i Zabulistan, i Gran Khorasan encara que els uzbeks feien incursions al sud del Sirdarià. El feu de Fergana fou concedit al seu fill Umar Shayk, altres fills i dignataris turcs o tadjiks també havien rebut o van rebre feus, com per exemple el Sistan (concedit com soyürghäl o donació a un potentat local de nom Malik Shah Yahya Sistani que va esdevenir governant hereditari de la província). Encoratjats per Djahanshah ibn Kara Yusuf, Ibrahim i Ala al-Daula es van aliar a Sultan Sandjar (fill d'Amirak Ahmad, net de Umar Shaykh i besnet de Tamerlà) contra Abu Said. Els dos bàndols es van enfrontar en la batalla de Sarakhs (març de 1459) i Abu Said va emergir victoriós.
Ibrahim i Ala al-Daula van fugir a Sabzawar i Sultan Sandjar, fet presoner, fou executat. Ibrahim va morir el mateix 1459, el dia 6 d'agost prop de Mashhad, i el seu pare a finals de l'any següent al seu exili a Rustamdar. La mort de tants rivals va obrir una època de certa estabilitat al Khorasan sobre el que Abu Said va passar uns mesos consolidant el seu domini i va establir la capital a Herat en lloc de Samarcanda. Mirza Sultan Husayn ibn Mansur ibn Baykara ibn Umar Shaykh, que havia servit a Babur Mirza i havia marxat a l'exili a Coràsmia, es va apoderar de Gurgan (1461) arrabassant-lo als kara koyunlu, però es va reconèixer vassall d'Abu Saïd i va llegir el seu nom a la khutba. Abu Said per la seva banda va recuperar Mazanderan abans de final d'any i el va concedir en feu al seu fill Sultan Mahmud. A l'hivern del 1460 al 1461 va esclatar una revolta a la Transoxiana; Just quan Abu Saïd va sortir del Khorasan, l'amir Khalil va anar l'estiu del 1461 des de Sistan per assetjar Herat sense èxit; la situació també fou aprofitada per Sultan Huseyn per recuperar Mazanderan (estiu de 1461) i assetjar Herat (setembre de 1461), però fou rebutjat.
L'estat kara koyunlu estava debilitat; encara que governava a l'Azerbaidjan, Iraq Ajamita i Iraq Arabí, Färs, Khuzestan, Kirman, Sarir, Armènia, Geèrgia, i les terres de frontera amb Síria i els principats d'Anatòlia, Pir Budak s'havia fet independent a Fars i el pare el va atacar el 1460; es va acordar la pau i Pir Budak va rebre el govern de Bagdad, passant el govern de Shiraz a un altre fill, Diya al-Din Yüsuf, descrit com el més complet i perfecte dels fills de Djahanshah, que va restaurar la prosperitat de la regió.
El 1461 Muhammad Djuki ben Abd al-Latif ben Ulugh Beg va devastar la Transoxiana i es va refugiar tot seguit a Shahrukhiyya (Tashkend). Abu Said va anar contra aquesta ciutat el 1462, i la va assetjar durant deu mesos (del novembre del 1462 al setembre de 1463) sense èxit. A més a més cada any havia de fer front a les incursions dels uzbeks a Transoxiana. El 1465 Sultan Husayn, refugiat a Coràsmia, va devastar Khorasan, entre Abiward i Mashad per un costat i Tun (Kuhistan) per l'altre.
El 1464 Yunus fou expulsat del Moghulistan occidental i es va refugiar amb Abu Said. Aquest li va deixar un contingent militar per tornar a provar sort.
El 1465 va decidir que no recaptaria en cap cas més d'un terç de l'impost (kharadj, que es pagava en tres vegades) abans de la collita. El 1466 després d'un hivern i primavera freds, va renunciar a l'impost sobre arbre fruiters. Va fer construir també l'embassament de Gulistan prop de Mashad, per la irrigació de les terres anomenades khassa. En aquest temps va instal·lar a Khorasan 15000 famílies nòmades que havien fugit dels territoris kara koyunlu.
El 1468 es va organitzar una expedició cap a l'oest que va necessitar el vistiplau del cap religiós de Transoxiana el xeic Khodja Ubayd Allah Ahrar, verdader senyor de Samarcanda. L'objectiu era ajudar l'emir kara koyunlu Hasan Ali ibn Djahanshah contra el seu rival ak koyunlu que eren aliats tradicionals dels timúrides. L'expedició fou organitzada amb molta pompa i detalls, fins i tot ja es van designar els governadors de les ciutats a conquerir, però militarment no estava ben preparada i el poble estava cansats de lluites; Abu Said va iniciar el camí sense esperar els carros que havien de portar els subministraments; la rereguarda fou atacada per desertors; alguns cossos que havien d'actuar encara no estaven organitzats. Abu Said, en veure que s'acostava l'hivern es va endinsar a l'Azerbaidjan i va quedar bloquejat a Mughan per Uzun Hasan i fet presoner.
Pocs dies després fou executat per orde del timúrida Yadgar o Yadigar Muhammad, un príncep timúrida vassall d'Uzun Hasan (febrer del 1469) per venjar la mort de la seva àvia per orde d'Abu Said.
Entre els seus visirs el més destacat fou Kutb al-Din Tawus Simmani.